# 菅野宗之
菅野 宗之（すがの の むねゆき、生没年不詳）は、平安時代前期の官人。氏姓は葛井連のち菅野朝臣。官位は外従五位下・越中介

## 経歴
貞観4年（862年）釈奠において、直講として『春秋左氏伝』を講じる（この時の位階は従七位上）。のち、従六位下・左少史に叙任され、貞観5年（863年）兵部少録・葛井居都成ら一族3人とともに河内国丹比郡から右京職に本拠を移貫した。右大史に昇任された後、貞観6年（864年）居都成ら一族とともに葛井連から菅野朝臣に改姓している。
貞観8年（866年）左大史・長岑恒範とともに外従五位下に叙せられ、恒範は伊豆守に、宗之は越中介に任ぜられ、いずれも官史を離れて地方官に転じた。

## 官歴
『日本三代実録』による。
- 時期不詳：従七位上
- 貞観4年（862年） 2月8日：見直講
- 時期不詳：従六位下。左少史
- 貞観5年（863年） 9月5日：河内国丹比郡から右京職に移貫
- 時期不詳：右大史
- 貞観6年（864年） 8月17日：葛井連から菅野朝臣に改姓
- 時期不詳：正六位上
- 貞観8年（866年） 正月7日：外従五位下。正月13日：越中介